# Karl Killmeyer
Karl Killmeyer (* 29. Oktober 1923 in Wien; † 23. Oktober 2015) war ein österreichischer Speedway-Rennfahrer.

## Karriere
Seine Erfolge erreichte er in den Jahren 1946 bis 1958.
Er siegte in internationalen Rennen in Deutschland, in der Tschechoslowakei, in der Schweiz, in Ungarn, in Frankreich, in Dänemark, in England, in Schweden und in Norwegen. In Südafrika siegte er im Länderkampf Europa gegen Südafrika. Der größte Erfolg war 1953 der Sieg im Rennen um den österreichischen Speedway-Brillantring. Zu den Höhepunkten seiner Karriere zählten die Erfolge in Prag 1954 und 1956; am Start waren vor jeweils 100.000 Zuschauern mit Fahrern aus sieben Nationen.
Vor dem Zweiten Weltkrieg war sein 14 Jahre älterer Bruder Leopold Killmeyer als Speedway-, Sandbahn- und Grasbahn-Rennfahrer international erfolgreich. Nach dem Krieg bestritten die beiden Brüder gemeinsam Rennen und waren als Brüder Killmeyer international ein Begriff.
Karl Killmeyer arbeitete auch als Sportjournalist und Sänger. Mit seinem „Speedway-Fox“ (Text: Karl Killmeyer/Musik: Ferry Wunsch) erreichte er den 1. Platz der österreichischen Hitparade.
Er starb am 23. Oktober 2015 im Alter von 91 Jahren und wurde am 5. November 2015 am Hietzinger Friedhof bestattet.